# Hazel Green (Town)
Die Town of Hazel Green ist eine von 33 Towns im Grant County im US-amerikanischen Bundesstaat Wisconsin. Im Jahr 2010 hatte die Town of Hazel Green 1132 Einwohner.
Town hat in Wisconsin eine grundlegend andere Bedeutung, als im übrigen englischsprachigen Bereich. Vielmehr entspricht sie den in den anderen US-Bundesstaaten üblichen Townships, die nach dem County die nächstkleinere Verwaltungseinheit bilden.

## Geografie
Die Town of Hazel Green liegt im Südwesten Wisconsins, unweit der Schnittstelle der drei Bundesstaaten Wisconsin, Illinois und Iowa. Dabei bildet der rund 10 km westlich fließende Mississippi die Grenze von Wisconsin und Illinois zu Iowa. Die Town of Hazel Green umschließt zu einem großen Teil den Ort Hazel Green, der aber nicht Bestandteil der Town ist.
Die geografischen Koordinaten des Zentrums der Town of Hazel Green sind 42°33′07″ nördlicher Breite und 90°29′12″ westlicher Länge. Sie erstreckt sich über eine Fläche von 91,1 km². 
Die Town of Hazel Green liegt im Süden des Grant County und grenzt an folgende Nachbartowns und -townships:
| Town of Paris      | Town of Smelser                                     |                                   |
| Town of Jamestown  | Kompassrose, die auf Nachbargemeinden zeigt         | Town of Benton (Lafayette County) |
| Menominee Township | Vinegar Hill Township (Jo Daviess County, Illinois) | Council Hill Township             |

## Verkehr
Durch die Town of Hazel Green verlaufen in Nord-Süd-Richtung der Wisconsin State Highway 11 und in Nord-Süd-Richtung der Wisconsin State Highway 80. Alle weiteren Straßen sind untergeordnete Landstraßen, teils unbefestigte Fahrwege sowie innerörtliche Verbindungsstraßen.
Mit dem Dubuque Regional Airport befindet sich rund 30 km südwestlich der Dubuque der nach dem Passagieraufkommen drittgrößte Flughafen Iowas.

## Bevölkerung
Nach der Volkszählung im Jahr 2010 lebten in der Town of Hazel Green 1132 Menschen in 341 Haushalten. Die Bevölkerungsdichte betrug 12,4 Einwohner pro Quadratkilometer. In den 341 Haushalten lebten statistisch je 2,66 Personen. 
Ethnisch betrachtet setzte sich die Bevölkerung zusammen aus 97,9 Prozent Weißen, 0,5 Prozent Afroamerikanern, 0,1 Prozent Asiaten sowie 1,4 Prozent aus anderen ethnischen Gruppen; 0,1 Prozent stammten von zwei oder mehr Ethnien ab. Unabhängig von der ethnischen Zugehörigkeit waren 1,8 Prozent der Bevölkerung spanischer oder lateinamerikanischer Abstammung. 
21,0 Prozent der Bevölkerung waren unter 18 Jahre alt, 46,0 Prozent waren zwischen 18 und 64 und 33,0 Prozent waren 65 Jahre oder älter. 58,4 Prozent der Bevölkerung war weiblich.
Das mittlere jährliche Einkommen eines Haushalts lag bei 51.563 USD. Das Pro-Kopf-Einkommen betrug 21.354 USD. 7,9 Prozent der Einwohner lebten unterhalb der Armutsgrenze.

## Ortschaften in der Town of Hazel Green
Neben Streubesiedlung gibt es folgende gemeindefreie Siedlungen:
- Prairie Corners
- Sinsinawa